# Breaking News (Roman)
Breaking News ist ein Roman des deutschen Schriftstellers Frank Schätzing, der im März 2014 im Verlag Kiepenheuer & Witsch erschien. Zentrales Thema des Doku-Thrillers ist die aktuelle Recherche eines Journalisten in Israel  verknüpft mit der Siedlungsgeschichte Israels.
Die deutschsprachige Startauflage betrug 500.000 Exemplare.

## Handlung
Breaking News erzählt in zwei miteinander verknüpften Handlungssträngen die Geschichte des ehemals erfolgreichen, zwischenzeitlich aber gescheiterten Krisen- und Kriegsreporters Tom Hagen und die Entstehung des Staates Israel vor dem Hintergrund einer epischen Familiensaga.

### Tom Hagen
Der Handlungsstrang um Tom Hagen beginnt im Jahr 2008 in Afghanistan mit der Schilderung der gescheiterten Dokumentation einer Geiselbefreiung. Tom Hagens Chance auf ein Comeback durch die Berichterstattung vom Sturz Muammar al-Gaddafis 2011 scheitert an einer Kopfverletzung.
Seine vermeintlich letzte Chance ist der mögliche illegale Ankauf von CDs mit Insider-Daten über Aktivitäten des israelischen Inlandsgeheimdienst Schin Bet. Seine alte Redaktion entscheidet jedoch, dass die Informationen den geforderten Preis nicht wert seien. Hagen behauptet nun, dass die CDs den Hinweis auf ein Attentat auf den ehemaligen Premierminister Israels Ariel Scharon liefern, der im Jahr 2005 nur scheinbar durch natürliche Umstände ins Koma gefallen sei.
Kurz darauf werden Hagen und sein Kontaktmann von Maskierten überfallen und nach den CDs und seinem Informanten befragt. Nach einem Schusswechsel entkommt Hagen seinen Peinigern. Es gelingt ihm, das brisante Material kurz vor Eintreffen des Geheimdienstes aus seinem Hotelzimmer zu holen. Er macht Yael Kahn ausfindig, die die Geschichte um das Scharon-Attentat bestätigen kann und ihrerseits auf der Flucht vor dessen Drahtziehern ist. Der Versuch, gemeinsam das Land zu verlassen, scheitert: Sie werden gefangen genommen. Es zeichnet sich ab, dass ihre Jäger jüdische Fundamentalisten sind, die nicht nur um die Vertuschung des Anschlags auf Ariel Scharon bemüht sind, sondern auch die Vereitelung eines kurz bevorstehenden Anschlags verhindern wollen. Die Gruppe plant, sich in die Funksteuerung einer israelischen Militärdrohne einzuklinken und deren Raketen auf die Al-Aqsa-Moschee abzufeuern. Aufgrund einer telefonischen Nachricht, die Tom Hagen bereits vor seiner Gefangennahme einer Agentin des Schin Bet hat zukommen lassen,  kann der Anschlag in letzter Sekunde verhindert werden.
Tom Hagen und Yael Kahn gelingt die Flucht, wobei Tom Hagen einen Bauchschuss erleidet. Es kommt zu einem Deal zwischen den Parteien: Hagen und Kahn verpflichten sich, das Material auf den CDs nicht zu veröffentlichen und nicht gegen die Drahtzieher der beiden Anschläge auszusagen. Im Gegenzug soll der Schin Bet keine Ermittlungen zur Involvierung Yael Kahns in das Scharon-Attentat aufnehmen.

### Die Kahns und Scharon
Die Geschichte der Zwillinge Jehuda und Benjamin Kahn und ihres Freundes Arik Scheinermann beginnt 1929 mit der Einwanderung ihrer Familien nach Kfar Malal.
Es wird beschrieben, wie sie zunächst Freunde werden und sich dann in verschiedene Richtungen entwickeln. Jehuda wird Experte für Bewässerungstechnik und zieht mit seiner Frau Phoebe und zwei Kindern nach Jamit. Sein schmächtiger Bruder Ben, welcher nach einem Unfall verkrüppelt ist, widmet sich dem Studium der Thora und wird Rabbi. Arik wird Soldat und wird für seine Verdienste im Palästinakrieg ausgezeichnet, er steigt bis in den Rang eines Generals auf. Erst an dieser Stelle wird dem Leser seine Identität als Ariel Scharon offenbart.
Als Ariel Scharon 1982 Jamit evakuiert und Jehudas Sohn Uri nach traumatischen Erfahrungen im Libanonkrieg 1982 Suizid begeht, kommt es zum Bruch zwischen Jehuda und Scharon, trotzdem bleiben beide ohne Phoebes Wissen miteinander in Kontakt. Die Kahns ziehen mit ihrer verwaisten Enkeltochter Yael in die Siedlung Elei Sinai im Gazastreifen. Benjamin Kahn wird inzwischen ein wichtiger Kopf der nationalreligiösen Siedlerbewegung Israels.
2005 lässt Scharon auch den Gazastreifen räumen, wodurch Jehuda und Phoebe erneut wohnungslos werden. Zwar verspricht er ihnen Ersatz, doch stirbt Jehuda an einem Herzinfarkt, bevor er sich deswegen mit Scharon treffen kann. Ende 2005 erleidet Scharon einen Schlaganfall und soll operiert werden, Yael ist inzwischen seine Ärztin, und es stellt sich heraus, dass sie unter Versprechungen und Drohungen eines bis dato Unbekannten die tödlichen Medikamente an Scharon verabreicht hat.

### Schin Bet
Kurz wird erzählt, wie Perlman seine Agentin Cox für den Schin Bet anwirbt.
Später beschattet diese den heroinabhängigen Pini Silberman, welcher im Besitz geheimer Schin-Bet-Daten ist. Sie kann nicht verhindern, dass dieser die Daten an Hagen abgibt. Pini fährt sich bei der anschließenden Verfolgung zu Tode, Hagen wird daraufhin vom Schin Bet überwacht. Als sie Hagens Geschichte über den Anschlag belauscht und dieser in Jerusalem überfallen wird, wird klar, dass es im Schin Bet einen Insider geben muss.
Cox und Perlman verfolgen Hagen nach Nablus, wo der Maulwurf enttarnt wird. Sie erhält von Hagen wichtige Informationen zu dem geplanten Anschlag auf den Tempelberg und kann in letzter Sekunde den im Wald des Tel-Tzafit-Nationalparks versteckten Steuercontainer für die Drohne räumen, wobei sie verwundet wird.

## Figuren

### Fiktiv
- Tom Hagen, Journalist und Hauptfigur
- Yael Kahn, Ärztin
- Jehuda Kahn, säkularer Israeli
- Benjamin Kahn, Bruder von ersterem und radikaler Siedlerführer
- Pini Silberman, Junkie und Besitzer sensibler Daten-CDs
- Ric Perlman, Abteilungsleiter im Schin Bet
- Shoshanna Cox, Agentin des Schin Bet
- Tal Adler, Agent des Schin Bet
- Schimon Bug, Auftraggeber und Kontaktmann

### Historisch
- David Ben-Gurion, Staatsgründer Israels
- Ariel Scharon, israelischer General, umstrittener Kriegsheld und späterer Premierminister

## Rezeption
Der 965-seitige Roman erzielte in den ersten Tagen vor und nach Erscheinen ein geteiltes Echo:
- In der Frankfurter Allgemeinen Zeitung schrieb Andreas Platthaus: „Erzählerisch unterscheiden sich beide Teile zunächst gravierend. ... Kompositorisch ist das sehr geschickt, stilistisch dagegen angesichts des starken Beginns beim zweiten Erzählstrang recht teuer bezahlt.“[3]

- Sylvia Staude verfasste für die Frankfurter Rundschau einen Verriss: „Es ist, als versuche sich der Bestseller-Autor an einer Kreuzung zwischen Roman und Wikipedia-Einträgen (…) bereits Limit war, da gibt es kein Herumreden, ein schlechter Roman, und Breaking News ist es auch. Minutiös recherchiert, schlampig geschrieben.“[4]

- Gerhard Matzig von der Süddeutschen Zeitung schrieb: „Er hat eine raffinierte, brisante Story, eine mit Verve und Tempo, der man gerne folgt. Das Buch ist ein Pageturner. Doch warum verzichtet Schätzing auf sprachliche Ambition?“[5]

- Rezensent Burkhard Müller sprach in der Wochenzeitung Die Zeit von zwei Formproblemen, mit denen Schätzing zu kämpfen habe, die aus dem von ihm geschaffenen Doppelgenre von Action-Thriller und einer „Saga für die Darstellung der Historie Israels“ resultierten, und resümierte: „So ist ein gut lesbares, ja ein gutes Buch herausgekommen, das nicht davor zurückschreckt, tief fragwürdig zu sein.“[6]
- Im Zürcher Tages-Anzeiger warf Martin Ebel Schätzing „absurde Umwertung“ und „fiktive Geschichtsklitterung“ in Bezug auf die historische Person Ariel Scharon vor. Weiter attestierte er flache Heldenfiguren („Der Reporter, ein toller Hecht“), eine stilistische Achterbahnfahrt („Leider lebt auch der Autor ständig über seine stilistischen Verhältnisse“) und eine diffuse bis dubiose Erzählhaltung, in der eine palästinensische Sicht des geschilderten Nahostkonflikts praktisch nicht vorkomme: „Palästinenser, auch die netten, [bleiben] bloß Staffage.“[7]